# Frameshift (Band)
Frameshift ist ein Progressive-Rock-/-Metal-Projekt um Henning Pauly.
Das erste Album, Unweaving the Rainbow, basiert auf den Arbeiten von Richard Dawkins. James LaBrie, Sänger der Band Dream Theater, übernahm dabei den Gesang. Beim zweiten Album, An Absence of Empathy, singt Sebastian Bach.

## Diskografie

### Alben
- Unweaving the Rainbow (ProgRock Records, 2003)
- An Absence of Empathy (ProgRock Records, 2005)